# Agathenkirche (Dagersheim)

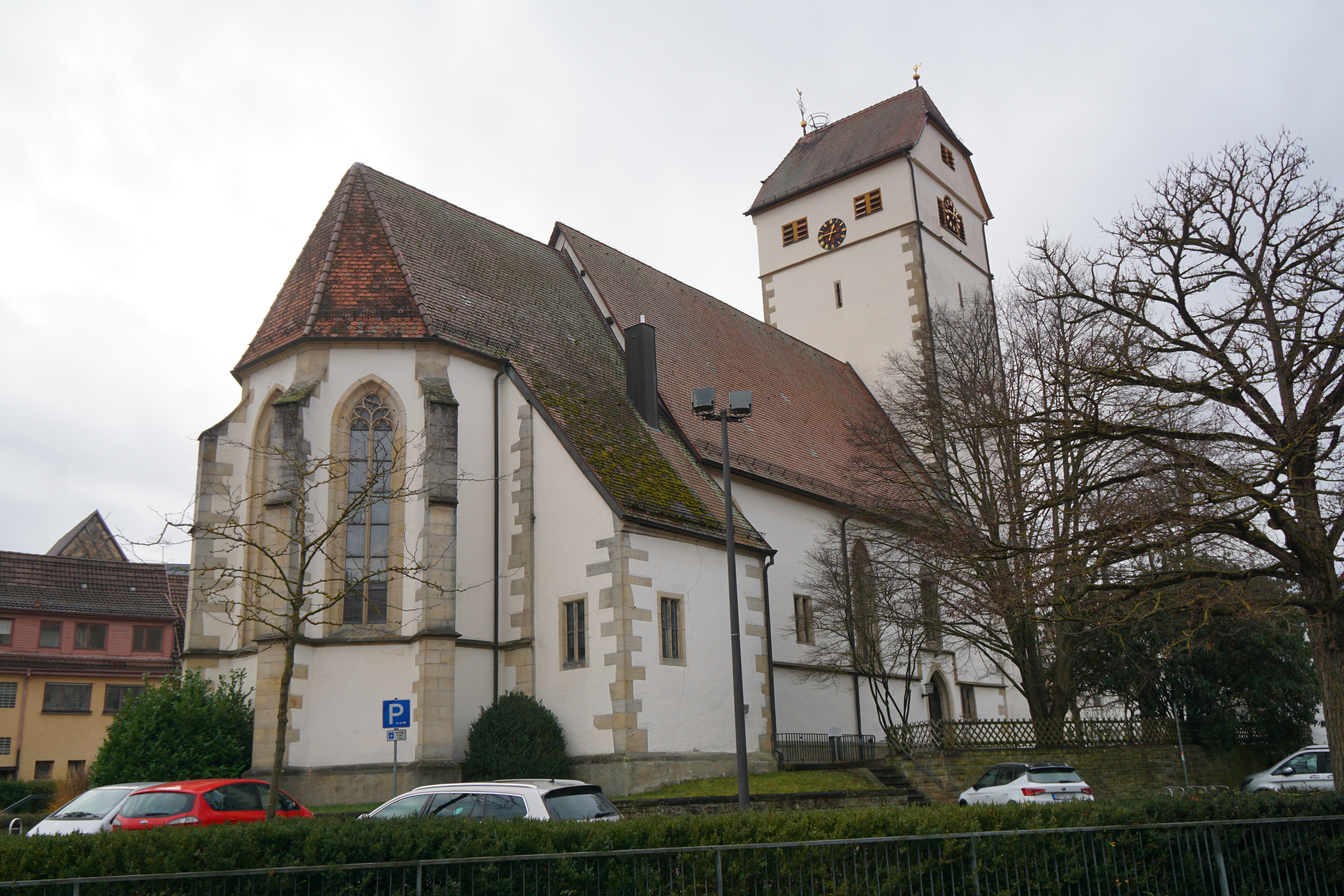
Agathenkirche in Dagersheim

Die Agathenkirche ist die Pfarrkirche von Dagersheim, einem Stadtteil der Kreisstadt Böblingen im gleichnamigen Landkreis Böblingen in Baden-Württemberg. Das Bauwerk ist beim Landesamt für Denkmalpflege Baden-Württemberg als Baudenkmal eingetragen. Das Patrozinium hatte die Agatha von Catania. Die Kirchengemeinde gehört zum Kirchenbezirk Böblingen der Evangelischen Landeskirche in Württemberg.

## Beschreibung
Die Saalkirche besteht im Kern aus dem Kirchturm einer ehemaligen Wehrkirche aus dem 11./12. Jahrhundert, an den nach Osten das Langhauses, der eingezogene, dreiseitig geschlossene, von Strebepfeilern gestützte Chor mit der Sakristei unter dem Schleppdach 1491 angebaut wurden. Der Kirchturm wurde in jüngster Zeit mit einem Glockengeschoss aus Holzfachwerk aufgestockt und quer mit einem Krüppelwalmdach bedeckt. 
Der Innenraum des Langhauses, der durch Maßwerkfenster belichtet wird, ist mit einer Flachdecke überspannt, der des Chors mit einem Netzgewölbe. Die Orgel auf der Empore im Westen wurde 1858 von Carl Gottlieb Weigle gebaut.